# SERENDIPITY
SERENDIPITY(セレンディピティ)は2010年3月17日に発売されたPurple Daysのファーストアルバム。

## 概要
一応オリジナルアルバムであるが、収録曲の大部分はすでに配信やレンタル限定シングルという形で発表されていたものである。このため、ベストアルバムとしての側面も持ち合わせている。
また、小室哲哉の代表曲のカヴァーも収録。

## 収録曲
1. BRANDNEW DAYS
作詞:吉田ワタル/作曲:鈴木俊彦
2. My Revolution
作詞:川村真澄/作曲:小室哲哉
渡辺美里の同名曲のカヴァー
3. TSUYOKUNARE
作詞:吉田ワタル/作曲:石坂翔太
4. 桜木
作詞:吉田ワタル/作曲:石坂翔太
5. Fall out love
作詞:吉田ワタル・石坂翔太/作曲:石坂翔太
6. 五月雨
作詞:吉田ワタル/作曲:鈴木俊彦
7. Impressive Child
作詞:吉田ワタル/作曲:鈴木俊彦
8. Time after Time
作詞:吉田ワタル/作曲:石坂翔太
9. sayonara
作詞:吉田ワタル/作曲:石坂翔太
10. Just be yourself
作詞:吉田ワタル/作曲:鈴木俊彦
11. あなたが笑う度、恋をする
作詞:吉田ワタル/作曲:石坂翔太
12. Shine Of Love
作詞:吉田ワタル/作曲:石坂翔太
13. Get Wild
作詞:小室みつ子/作曲:小室哲哉
TM NETWORKの同名曲のカヴァー

## 品番
- NFCD-27264

## 価格
- 3000円